# Imby
Imby, tidigare Ingeby, [estlandssvenskt uttal: imbi] (estniska Ingküla, tyska Ingküll) är en by i Lääne-Nigula kommun i landskapet Läänemaa i Estland. Den tillhörde fram till och med 2013 Oru kommun.
Imby ligger i en trakt som fram till andra världskriget beboddes av estlandssvenskar. Norr om byn ligger Nyby, österut ligger Vedra, söderut Salk och åt nordväst byarna Sutlep och Persåker.